# Alianza (kommun)
Alianza är en kommun i Honduras.   Den ligger i departementet Departamento de Valle, i den sydvästra delen av landet, 80 km sydväst om huvudstaden Tegucigalpa. Antalet invånare är 6 923.